# Marty Roth
 (mai 2025).
Si vous disposez d'ouvrages ou d'articles de référence ou si vous connaissez des sites web de qualité traitant du thème abordé ici, merci de compléter l'article en donnant les références utiles à sa vérifiabilité et en les liant à la section « Notes et références ».
Marty Roth (né le 15 décembre 1958 à Toronto, Canada) est un pilote automobile canadien. En 2008, il a participé au championnat IndyCar Series au sein de sa propre écurie, le Roth Racing.